# Mișcarea Tehnocratică

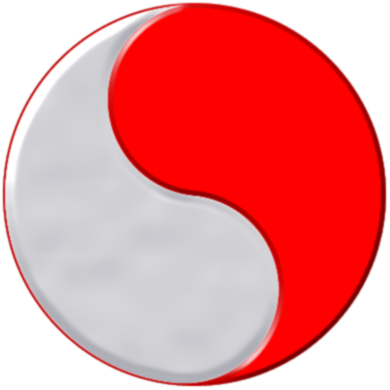
Monada tehnocratică - simbol al echilibrului - emblema Technocracy Incorporated

Mișcarea Tehnocratică este o mișcare socială cu originile în perioada interbelică, în Statele Unite ale Americii, ce propune existența unei forme de societate unde bunăstarea oamenilor este optimizată folosind metode precum metoda științifică și folosirea la scara largă a tehnologiei. 

## Istoria mișcării
Mișcarea tehnocratică își are originile în gândirea progresistă a inginerilor de la sfârșitul secolului al XIX-lea și în lucrările lui Thorstein Veblen, în special în lucrarea numita Inginerii și sistemul prețului (engleză – Engineers and the price system), dar și într-o anumită măsură în teoria managementului științific. Primele organizații proto-tehnocratice au apărut imediat după Primul Război Mondial. Alianța Tehnică (engleză – The Technical Alliance), prima organizație cu adevărat tehnocratică, a fost înființată de Howard Scott în iarna anului 1918. William H. Smyth a fost primul care a folosit cuvântul tehnocrație, în anul 1919, pentru a descrie un guvern format din ingineri și oameni de știința, iar în 1920 a fost utilizat pentru a descrie lucrările lui Thorstein Veblen.
Prima activitate întreprinsă de Alianța Tehnica, care era compusă în mare parte din ingineri și oameni de știința, a fost întreprinderea unui studiu privind resursele energetice a continentului Nord American. O bună parte dintre concluziile științifice rezultate din acest studiu au stat la baza ideilor privind o nouă structură socială.
După dizolvarea Alianței Tehnice, Howard Scott a devenit fondatorul și conducătorul unei noi organizații numite Tehnocracy Incorporated, al cărei scop a devenit implementarea descoperirilor făcute de Alianță și crearea unui nou tip de societate. Grupul a luat ființă în statul New York, în anul 1933, ca o organizație apolitică non-profit. Sub conducerea lui Scott, pe atunci director șef sau “Inginer șef”, organizația și-a promovat scopurile și idealurile în timpul turneului efectuat în 1934, câștigând astfel suportul publicului pe întreaga perioadă a Marii Depresiei. Lucrarea de bază a tehnocrației a fost scrisă în această perioadă și poartă numele de Technocracy Study Course - Curs de Tehnocrație.
Organizația a publicat câteva reviste pe parcursul existenței sale, printre care The Technocrat, The Northwest Technocrat and Technocracy Digest, iar în momentul de față publicația principală este The North American Technocrat, mișcarea continuând sa existe și după 70 de ani de istorie. Unul dintre cei mai importanți membrii ai organizației a fost M. King Hubert, geofizicianul care a emis teoria ce avea să poarte numele de Peak Oil Theory.
Unitatea de baza a organizației este secțiunea, aceasta fiind compusă dintr-un număr de cel puțin 50 de membrii. La perioada de maximă popularitate a mișcării, în multe orașe americane existau între una și chiar o duzină de astfel de secțiuni. Secțiunile aveau ca scop efectuarea marii majorități a lucrărilor din cadrul organizației, inclusiv continuarea cercetării începute de Alianața Tehnica.
Organizația este finanțată în mare parte din donații ale propriilor membrii. Datorită idealului de abolire a puterii exercitate politic, organizația este deschisă către orice cetățean american, excepție făcând oamenii politici.
Sediul Technocracy Incorporated a fost inițial la New York, pentru a fi apoi mutat în alte orașe. Actual sediul se afla în Ferndale, Washington.

## Idealuri și scopuri urmărite
Mișcarea tehnocratică urmărește să înființeze un sistem socio-economic de echilibru, bazat pe abundență și conservare, în contrast cu sistemul bazat pe creștere economică și lipsă, precum cel capitalist, dominant în ziua de astăzi, sau cel folosit de statele comuniste. O concluzie de bază a mișcării tehnocratice este faptul că sistemul bazat pe preț, sau orice alt sistem bazat pe lipsa/raritatea resurselor, nu este o modalitate logică de distribuție într-o societate avansată. 
Tehnocrații susțin că prin dezvoltarea ce a avut loc ca urmare a mecanizarii, consecința a fost o deplasare a forței de muncă către sectorul serviciilor. Pentru o creștere a eficienței și a productivității, o bună parte a muncii fizice prestate de angajați umani ar fi redusă sau complet eliminată printr-un mai bun management, prin automatizare și centralizare (sau descentralizare, în cazul mișcării europenu). Aceste tendințe ar trebui sa fie semnalul de pornire a unei creșteri atât în posibilitățile de producție cat și a timpului liber, întrucât se poate produce mai mult, fiind necesară mai puțină muncă fizică umană. Cu toate acestea, într-un sistem cu economie de piață, această productivitate crescută duce la șomaj deoarece companiile nu mai au nevoie de atât de mulți angajați umani, pentru a face față competiției, reducând astfel atât numărul locurilor de muncă cât și salariile lucratorilor. Ca urmare, are loc o scădere a nivelului de trai pentru foarte multe persoane. De aceea, tehnocrații consideră că avem de-a face cu un paradox fundamental: cu cât automatizarea locurilor de muncă se extinde din ce în ce mai mult, în locul unei creșteri a nivelului de trai pentru marea majoritate a populației, aveam de-a face face, în schimb cu o scădere a condițiilor de viață. Cu cât se va putea produce mai mult, prin folosirea de tehnologii din ce în ce mai avansate, cu atât diferențele dintre clasele societății vor fi mai mari, iar beneficiul adus de tehnologie va fi practic inexistent, pentru cea mai mare parte a populației. Principala cauză a acestei probleme, potrivit mișcării tehnocratice, constă în utilizarea sistemului economic al prețurilor.
Contrar economiștilor, care definesc eficiența ca având la bază maxima alocare a unor resurse limitate, pentru a aduce un cât mai mare profit deținătorilor, tehnoctații consideră că la baza eficienței ar trebui sa stea dovezile empirice științifice. Eficiența, pentru un tehnocrat, se măsoară științific, și este egală cu raportul dintre energia totala aplicată unui sistem și energia utilizată pentru efectuarea lucrului mecanic util. Tehnocrații susțin faptul că între lumea fizică a științei și lumea economică există divergențe fundamentale. Ei susțin de asemenea că resursele necesare, pentru a produce marea majoritate a bunurilor, sunt în abundență - mai ales cele pentru nevoile de bază ale societății, precum hrana, locuințele, transportul, accesul la informație, etc. De aceea, tehnocrații sunt de părere că o bună parte din problemele sociale de astăzi, precum sărăcia și foametea, sunt rezultatul unei economii greșite fundamental și a proastei utilizări a tehnologiei disponibile. Tehnocrații prezintă actualul sistem al prețurilor ca fiind risipitor, întrucât utilizează foarte multe resurse, dar nu reușește să reducă lipsa produselor, sau indisponibilitatea lor. Potrivit ideilor tehnocratice, utilizarea totală a resurselor și a mijloacelor tehnologice ar trebui să producă abundență.
Tehnocrații susțin că sistemul economic al prețurilor nu este echilibrat din punct de vedere al puterii de cumpărare, iar datorită diferitelor tactici de menținere a acestuia în stare funcțională, s-a ajuns la datorii uriașe, care au crescut exponențial începând cu anul 1930. Printre aceste datorii se numără datoria națională a Statelor Unite, precum și datoriile multor altor țări, împrumuturile pe termen lung, creditele, etc. Tehnocrații vad aceste datorii în creștere drept un pericol pentru stabilitatea capitalismului, și de aceea susțin ca sistemul prețurilor se va prăbuși în cele din urmă, în acest caz, mișcarea sperând să fi educat destulă populație pentru a putea efectua schimbarea structurilor economice și în cele din urmă să înființeze un Tehnat.

### Contabilitatea energiei – o alternativa la sistemul monetar
Contabilitatea energiei este un sistem ipotetic de distribuție a resurselor și produselor, care ar măsura energia folosită pentru a produce și distribui bunurile și serviciile cetățenilor unui Tehnat. Unitățile ce ar fi folosite în contabilitatea energiei poartă numele de certificate energetice sau credite energetice, scopul acestora fiind să înlocuiască banii, dar, spre deosebire de banii utilizați în economia tradițională, aceste unități nu ar putea fi economisite sau câștigate, ci ar putea fi doar distribuite în mod egal între cetățeni. Cantitatea de energie cuvenită fiecărui cetățean ar fi calculată prin determinarea capacității de producție a tehnatului și împărțirea acestuia în mod egal. Unitățile energetice, sau certificatele, nu ar avea o formă fizică, sistemul fiind în totalitate computerizat. În contabilitatea energiei, Tehnatul ar folosi informații privind cantitatea de resurse naturale, capacitatea industrială și preferințele cetățenilor pentru a determina exact ce cantitate dintr-un anumit produs sau serviciu a fost consumată, pentru a putea egaliza producția cu consumul.
Printre motivele prezentate pentru susținerea implementării contabilității energiei se numără asigurarea unui nivel de trai cât mai ridicat, asigurarea egalității cetățenilor Tehnatului, precum și eliminarea posibilității de a folosi resurse peste limita ecologică sau cea a capacității de producție a unui tehnat. Tehnocrații susțin că contabilitatea energiei nu este raționare, ci doar o metodă de distribuție și observare a cererii. Fiecare persoană ar primi o cantitate egală, mare (mai mult decât ar putea folosi) de energie. Tehnocrații prezic, pe baza ratelor actuale de conversie a energiei, că nici o persoană nu ar fi capabilă să-și cheltuiasca toate unitățile energetice.

### Urbanatele - un înlocuitor tehnocratic al orașelor
Odată ce un tehnat a fost creat, mișcarea tehnocratică consideră că următorul pas ar trebui să fie construcția unor forme total diferite de habitat, numite Urbanate. Un urbanat este de fapt un ansamblu de clădiri unde oamenii ar locui și munci. Aceste urbanate ar deține toate facilitățile de care comunitatea ar avea nevoie, facilități precum școli, spitale, centre comerciale, facilități de management a deșeurilor și de reciclare, centre sportive sau spații publice. 
Tehnocrații doresc ca urbanatele să fie asemănătoare cu stațiunile turistice din ziua de azi, în sensul că ar fi astfel create încât să asigure cel mai înalt standard de viață posibil pentru absolut fiecare cetățean. Dispunerea facilităților și a clădirilor ar fi făcut într-un mod eficient și inteligent astfel încât câte o facilitate esențială, precum centrul comercial sau școala, s-ar afla în apropierea fiecărui complex de locuințe, la distanțe scurte, astfel încât utilizarea automobilelor să nu mai fie necesară.
Urbanatele ar fi conectate prin intermediul unei rețele extinse și eficiente de transport, compusă din căi ferate de mare viteză, sisteme de canale, pentru transportul naval (engleză – Continental Hydrology Project ) și transport aerian. 
Motivul adus de mișcarea tehnocratică pentru a susține această ambițioasă restructurare a vieții urbane este proasta planificare, proiectare și construcție a mediului urban actual, toate acestea având ca efect ineficiența, risipa, precum și un mare număr de probleme sociale și de mediu. Tehnocrații consideră că în loc să se încerce o rezolvare a problemelor din actualele orașe, este mult mai bine și mai eficient să se pornească cu totul de la zero. Adepții tehnocrației propun ca toate vechile orașe să fie abandonate gradual și apoi exploatate, pentru recuperarea resurselor rămase (precum oțel, beton, sticlă, mase plastice, etc), în scopul reciclării și reutilizării acestora în construcția noilor urbanate, astfel reducând nevoia de a extrage și procesa alte resurse, reducînd astfel amprenta asupra mediului. Unele clădiri sau zone urbane, de natura istorică sau culturală, ar urma să fie păstrate și transformate în muzee. 

## Critici aduse mișcarii
Următoarele critici sunt aduse tehnocrației:
- Nu există nici o modalitate de a elimina raritatea/lipsa produselor din lumea modernă, tocmai datorită marii varietăți de bunuri existente astăzi.
- Teoria, conform căreia timpul necesar alocat procesului muncii ar putea fi drastic redus avînd în vedere nivelele de productivitate actuale, este privită suspect datorită nivelului scăzut a șomajului în statele dezvoltate, din Vest.
  - Pe de altă parte, tehnocrații văd aceste societăți ca ineficiente și risipitoare, argumentând în continuare că rata șomajului nu este o modalitate corectă de măsură a numărului total de muncitori și a cantității totale de muncă depusă. În Statele Unite, spre exemplu, rata de participare la activitatea economică este de 65%, în țările europene rata fiind chiar mai mică, iar o mare parte din acești angajați lucrează în sectoare precum finanțele, publicitatea și alte astfel de servicii. O bună parte din aceste slujbe ar dispărea în urma tranziției de la economia actuală la sistemul propus de tehnocrație, acest lucru insemnând că de fapt rata șomajului (rata care exclude astfel de slujbe neproductive, conform tehnocratilor) este de fapt mai mare decât prezentată.
- Mișcarea duce lipsă de o organizare și de o orientare serioasă.
- Tehnologia nu este răspunsul la toate problemele umanității.
  - Această critică este nefondată întrucât mișcarea tehnocracă nu a afirmat vreodată că are răspunsul la toate problemele.
- Resursele care sunt rare în natură nu pot fi distribuite în mod egal (exemplu: diamante, aur)
  - Răspunsul adus la această critică de tehnocrați este că într-o societate tehnocratică, aceste lucruri nu ar avea aceași valoare ca în societatea actuală, întrucât valoarea oricărui lucru ar fi dată de energia totală consumată în producție, extracție, etc. Astfel, aurul și diamantele, nu ar avea nici o valoare specială ca urmare a rarității naturale. Tehnocrații susțin că în societatea consumatoristă de azi, majoritatea bunurilor de consum sunt fabricate prin procese în totalitate automatizate. Și de acea lucrurile cu adevărat rare din natură nu ar afecta în nici un fel societatea tehnocratică, întrucât nu ar avea practic nici o valoare.
- Mulți oameni consideră că ființa umană este prea egoistă și că ar refuza să lucreze dacă nu ar avea un beneficiu material imediat ca răsplată, acest lucru ducând într-un final la prăbușirea Tehnatului datorită lipsei de mână de lucru.
  - Tehnocrații nu văd refuzul oamenilor de a lucra ca pe o problemă. Ei afirmă că unul dintre scopurile unei societății tehnocratice este eliminarea, în cele din urmă, a muncii fizice prin automatizare totală. Iar pentru restul locurilor de muncă, tehnocrații consideră că mulți cetățeni ar continua să lucreze, din plăcere, sau, pur și simplu, pentru că au capacitățile necesare. De asemenea , tehnocrații cred că cei ce vor refuza să lucreze, fără a prezenta motive serioase, ar pierde respectul celorlalți cetățeni.
  - Un alt contra argument adus de tehnocrați este faptul că intrucât sistemul va continua să crească și să se extindă, nivelul de trai pentru toți oamenii ar crește, acesta fiind tot un câștig material, dar rezultat în urma efortului colectiv.
- Mulți critici afirmă că întregul sistem tehnocratic se bazează pe noțiunea că dorințele umane ar avea o limită.
  - Tehnocrații, cu toate acestea, nu au afirmat niciodată așa ceva. Ei nu au afirmat că dorința umană este finită, ci că capacitatea omului de a consuma este finită. În susținerea acestui argument sunt aduse exemple precum hrana sau transportul. În timp ce într-un sistem precum cel actual, un individ poate deține oricâte mașini dorește, acesta nu poate să ,,utilizeze” decât o cantitate finită de transport, în sensul că poate să conducă timp de un numar finit de ore pe zi. Și fiindcă chiar conceptul de proprietate ar fi diferit într-un Tehnat, cetățenii nu ar deține mijloacele de transport, ci ar putea doar să le utilizeze cât de mult doresc, în funcție de cât de mult pot.

## Publicații ale organizației Technocracy Incorporated
- Technocracy Study Course [Technocracy, Inc.] (1934)
- Technocracy Handbook [Technocracy, Inc.], (1939)
- The Sellout of the Ages, Howard Scott, (1941)
- Our Country, Right or Wrong, (1946)
- Continentalism: The Mandate of Survival, (1947)